# Drive My Car
Drive My Car – utwór zespołu The Beatles, napisany przez duet Lennon/McCartney. Piosenka otwiera  album Rubber Soul, utwór został również umieszczony na albumie kompilacyjnym tego zespołu Yesterday and Today.

## Skład
- Paul McCartney – wokal, gitara, gitara basowa, fortepian
- John Lennon – wokal, tamburyn, gitara rytmiczna
- George Harrison  – wokal wspierający, gitara
- Ringo Starr – perkusja, cowbell